# イッシーリオ
イッシーリオ（伊: Issiglio）は、イタリア共和国ピエモンテ州トリノ県にある、人口約400人の基礎自治体（コムーネ）。

## 地理

### 位置・広がり

#### 隣接コムーネ
隣接するコムーネは以下の通り。
- カステッラモンテ
- ルエーリオ
- ヴァル・ディ・キ
- ヴィドラッコ
- ヴィストローリオ